# 亀井文行
亀井 文行（かめい ふみゆき、1962年（昭和37年）2月18日 - ）は、日本の実業家、宮城県仙台市に本社がある総合商社・カメイ㈱の代表取締役会長,CEO、仙台トヨペットの第2代,代表取締役会長（オーナー）、宮城テレビ放送（通称・ミヤテレ）の社外取締役（オーナー、個人筆株主）、カメイオートのオーナーである。
宮城県塩竃市にある塩釜港の石油卸売販売業者・亀井文平（宮城県　塩釜市　の観光名所の一つ，亀井邸の建造者）を初代とする亀井家の第4代当主であり、亀井家,第3代当主・亀井文蔵元オーナーの弟である前オーナー(亀井文行の叔父)・亀井昭伍(亀井兄弟)の跡取りである、カメイ㈱の5代目オーナー。
父・亀井文蔵は、仙台トヨペット、宮城テレビ放送、カメイオート、仙台コカ・コーラボトリングを創業した創業社長で、これらの企業（カメイグループ）のうち、仙台コカ・コーラボトリングはコカ・コーラボトラーズジャパンに合併されたが、亀井文蔵が保有していた株式は長男・亀井文行が相続したとみられる。

## 経歴・人物
宮城県仙台市生まれ。東北学院大学卒業後、1992年4月に父・文蔵と叔父・昭伍が経営するカメイに入社。1995年4月にエネルギー本部長補佐、1996年6月に取締役エネルギー本部長補佐、1998年4月に常務取締役エネルギー本部長補佐、2001年6月に代表取締役専務エネルギー本部長 営業部門統括、2002年4月に代表取締役副社長、2003年6月に叔父・昭伍の後任として代表取締役社長に就任。2015年6月に仙台トヨペット株式会社代表取締役会長に就任。2023年、カメイの社長を叔父・昭伍の次男で文行の従弟・亀井昭男に譲り、会長CEOに就任。